# Lilltrollmossjön
Lilltrollmossjön är en sjö i Rättviks kommun i Dalarna och ingår i Dalälvens huvudavrinningsområde. Sjön har en area på 0,18 kvadratkilometer och ligger 348,3 meter över havet. Sjön ingår i Ejhedens ekopark.

## Delavrinningsområde
Lilltrollmossjön ingår i det delavrinningsområde (680564-146872) som SMHI kallar för Mynnar i Korsåtjärnen. Medelhöjden är 340 meter över havet och ytan är 12,08 kvadratkilometer. Det finns inga avrinningsområden uppströms utan avrinningsområdet är högsta punkten. Vattendraget som avvattnar avrinningsområdet har biflödesordning 4, vilket innebär att vattnet flödar genom totalt 4 vattendrag innan det når havet efter 403 kilometer. Avrinningsområdet består mestadels av skog (72 procent) och sankmarker (13 procent). Avrinningsområdet har 0,59 kvadratkilometer vattenytor vilket ger det en sjöprocent på 4,9 procent.